# Kelvin Aqueduct
Der Kelvin Aqueduct ist eine Kanalbrücke in der schottischen Stadt Glasgow. 1989 wurde das Bauwerk in die schottischen Denkmallisten in der höchsten Denkmalkategorie A aufgenommen.

## Geschichte
Der Grundstein der Brücke als Teil des Forth and Clyde Canals wurde 16. Juni 1787 durch Archibald Spiers gelegt. Den Entwurf lieferte der schottische Ingenieur Robert Whitworth, der auch die durch William Gibb und John Moir durchgeführten Bauarbeiten begleitete. Im Juli 1790 wurde das 8509 £ teure Bauwerk eröffnet. Die geschätzten Baukosten wurde dabei um rund 2300 £ überschritten. Zu Bauzeiten handelte es sich um die größte britische Kanalbrücke. Direkt nordöstlich schließen sich fünf gestufte Schleusen an.

## Beschreibung

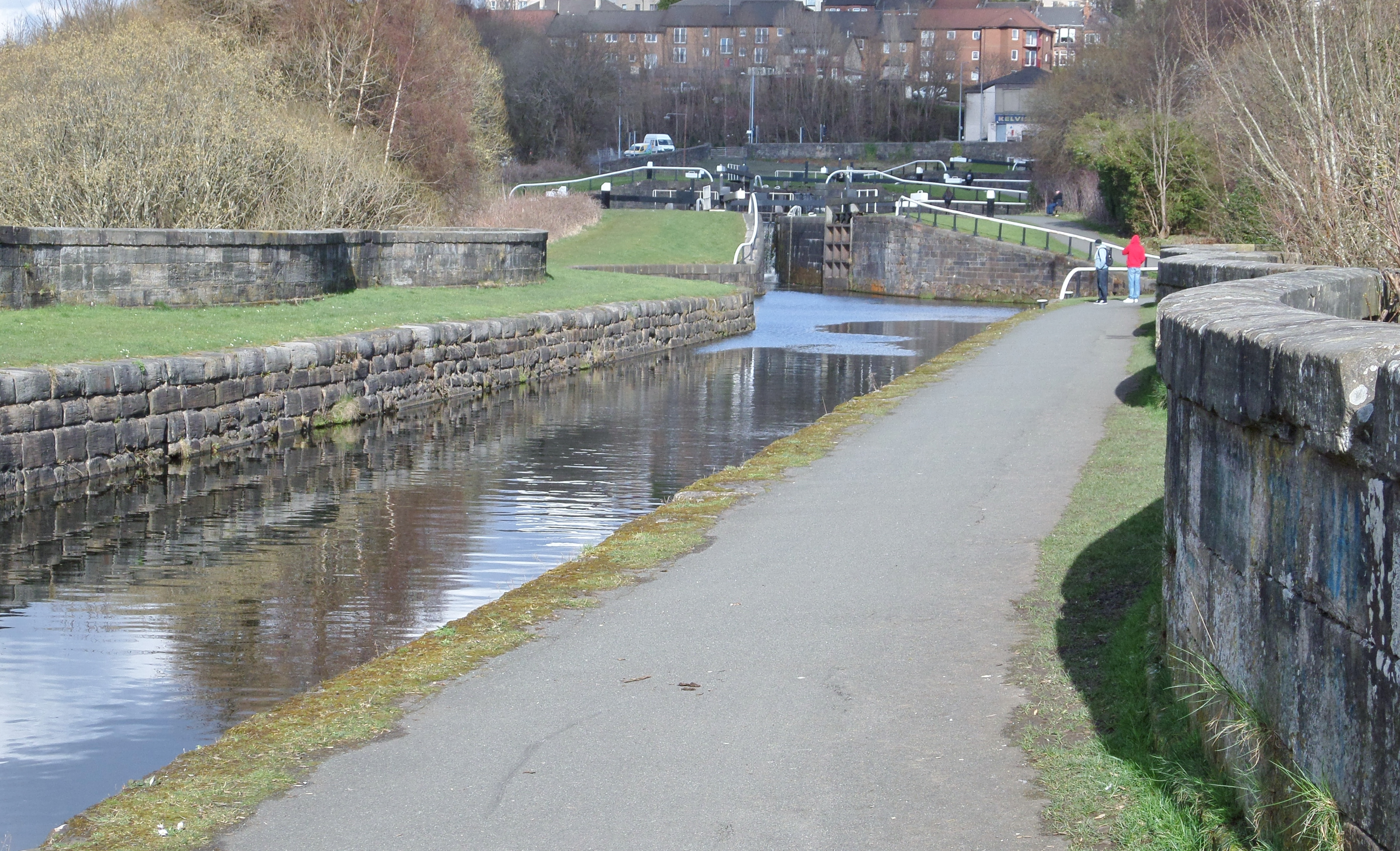
Blick entlang des Kelvin Aqueducts

Der 122 m lange und 21,3 m hohe Mauerwerksviadukt überspannt den Kelvin mit vier ausgemauerten Segmentbögen. Er führt den Forth and Clyde Canal im Glasgower Nordwesten über den Kelvin. Die Bögen weisen lichte Weiten von 15,2 m auf. Die Pfeiler sind mit spitz zulaufenden Eisbrechern gearbeitet. Entlang der Bögen ist das Mauerwerk rustiziert. Die Brüstungen bestehen aus einem Schichtenmauerwerk aus polierten Quadern.